# Smeryngolaphria numitor
Smeryngolaphria numitor är en tvåvingeart som först beskrevs av Osten Sacken 1887.  Smeryngolaphria numitor ingår i släktet Smeryngolaphria och familjen rovflugor. Inga underarter finns listade i Catalogue of Life.